# Doug Bruno
Doug Bruno est l'entraîneur en chef de l'équipe de basket-ball féminine des Blue Demons de DePaul. En 2008-09, il a achevé sa 23e saison comme entraîneur-chef. En 2007, Bruno termine un mandat de deux ans en tant que président de l'Association des entraîneurs de basket-ball féminin, un poste auquel il a été élu par ses pairs. Sous sa direction, les Blue Demons se sont qualifiées pour les finales 18 fois en 23 saisons, dont les dix dernières saisons.
Il est assistant entraîneur de l'équipe qui remporte la médaille d'or aux Jeux olympiques de 2016 à Rio de Janeiro.